# Selezione maschile di calcio dell'Occitania
La Selezione di calcio dell'Occitania (equipa nacionala d'Occitània de fotbòl in occitano) è una squadra di calcio dell'Occitania, l'area territoriale divisa tra Italia, Francia e Spagna dove viene o veniva storicamente parlato l'occitano. Attualmente l'Occitania è al primo posto nella Classifica mondiale della CONIFA.

## Status
È controllata dalla Occitania Football Association, che è stata fondata nel 1901. 
Poiché l'Occitania non è uno stato sovrano, non è membro né della FIFA né della UEFA per cui la squadra non può partecipare al Campionato mondiale di calcio né agli Europei di calcio. Tuttavia appartiene alla NF-Board ed ha ospitato la prima VIVA World Cup nel novembre 2006.